# Spindlar
Spindlar (Araneae) är en ordning inom klassen spindeldjur med över 42 000 arter spridda världen över. Gruppen är rovlevande och olika insekter är den viktigaste födan. Kännetecknande för spindlar är att kroppen kan indelas i två övergripande delar, framkropp och bakkropp, och att de har åtta ben ordnade i fyra benpar. På bakkroppen finns spinnvårtor för produktion av silkestrådar, en egenskap som skiljer dem från andra spindeldjur. Silkestråden som spindlar producerar består av en tunn och stark proteinsträng och har många olika användningsområden. Bland annat används silkestråden för att spinna nät, för att vira in byten och som material för äggsäckar.
Spindlar har ett par chelicerer, även kallade käkar, som används för att hugga byten. Alla spindlar, undantaget några som saknar eller möjligen saknar giftkörtlar, kan injicera gift för att skydda sig själva eller för att döda och bryta ner byten. Endast omkring 200 arter har dock ett gift som är starkt nog för att orsaka hälsoproblem för människor. Flera större arter har bett som kan vara tämligen smärtsamma även om de inte orsakar långvariga skador eller problem för hälsan.
I ekosystemen håller spindlarna i sin roll som predatorer nere antalet av framförallt insekter och de är nyttiga för människan genom att de fångar många skadeinsekter, som exempelvis myggor och flugor. Spindlar har även en roll som föda för många andra djur, exempelvis fåglar, grodor, paddor och ödlor.
Det vetenskapliga studiet av spindlar kallas araknologi.

## Anatomi

### Kroppsbyggnad
Spindlar hör till gruppen palpkäkar inom stammen leddjur. Kroppen kan indelas i två delar, framkropp och bakkropp. Framkroppen eller prosoma, består av huvudet och bröstkorgen som är sammanväxta till en enhet som kallas cephalothorax (av cephalon som är härlett från äldre grekiska och betyder huvud och latinets thorax som betyder bröstkorg). Bakkroppen kallas opisthosoma, eller ibland abdomen, och är oftast mer eller mindre rundad eller närmast oval, men det förekommer också andra former. Framkropp och bakkropp förenas genom en smal midja, kallad pedicel. Någon yttre synlig segmentering av framkroppen och bakkroppen finns inte eller går bara att ana vagt hos vissa primitiva spindlar, de ursprungliga segmenten är fullständigt sammanväxta. Spindlar har ett hudskelett som vanligen är hårdare på framkroppen än på bakkroppen som ofta är ganska mjuk. Framkroppens ovansida täcks av en ryggsköld. På framkroppens undersida finns i mitten mellan benen en oval platta, sternum, och framför denna mot käkarna en mindre platta, labium.

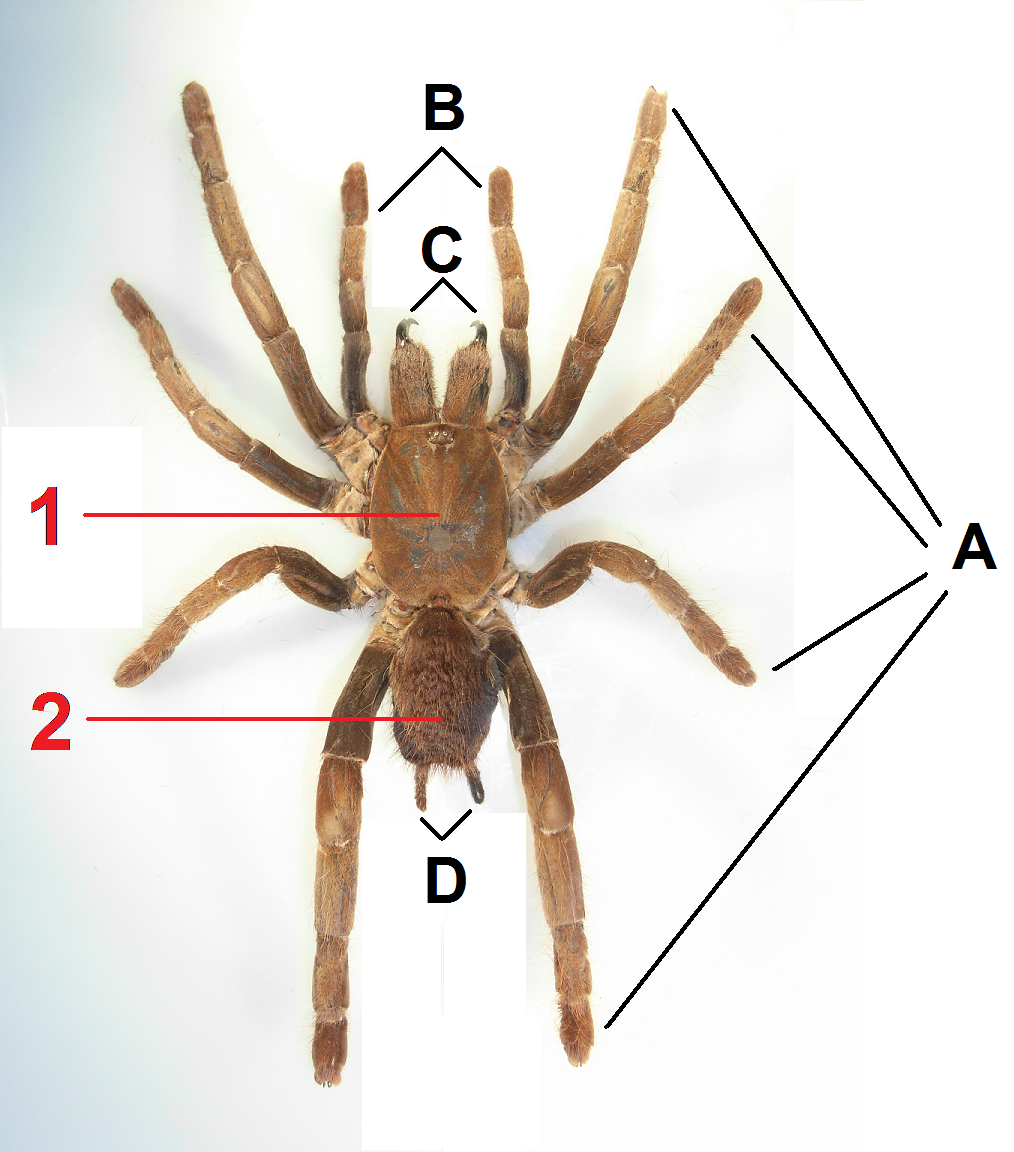
Grundläggande kroppsbyggnad hos en spindel:
1 = framkropp eller prosoma, cephalothorax
2 = bakkropp, opisthosoma
A = ben, åtta st, fyra benpar
B = pedipalper
C = chelicerer, käkar
D = spinnvårtor

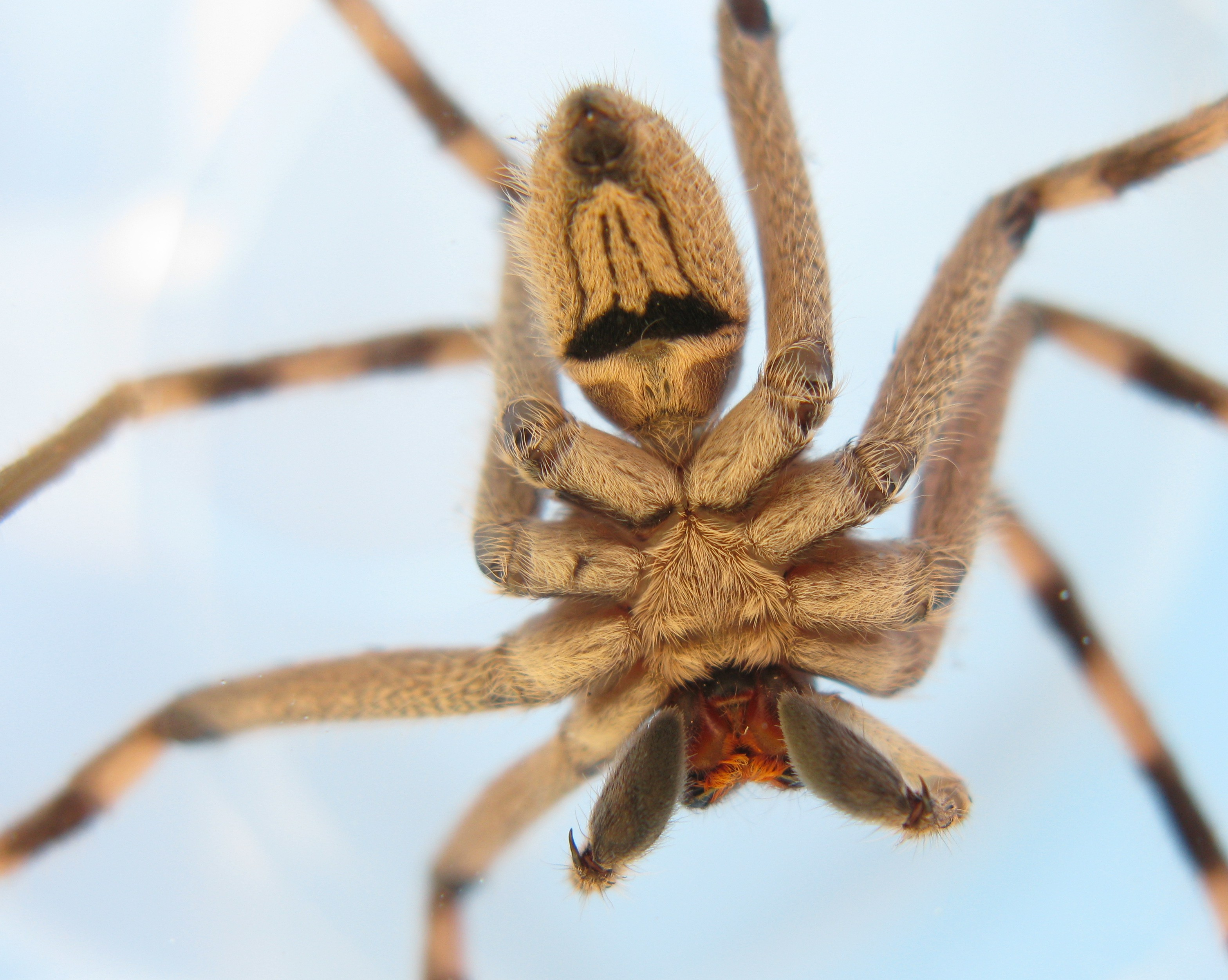
Undersidan på en spindel.

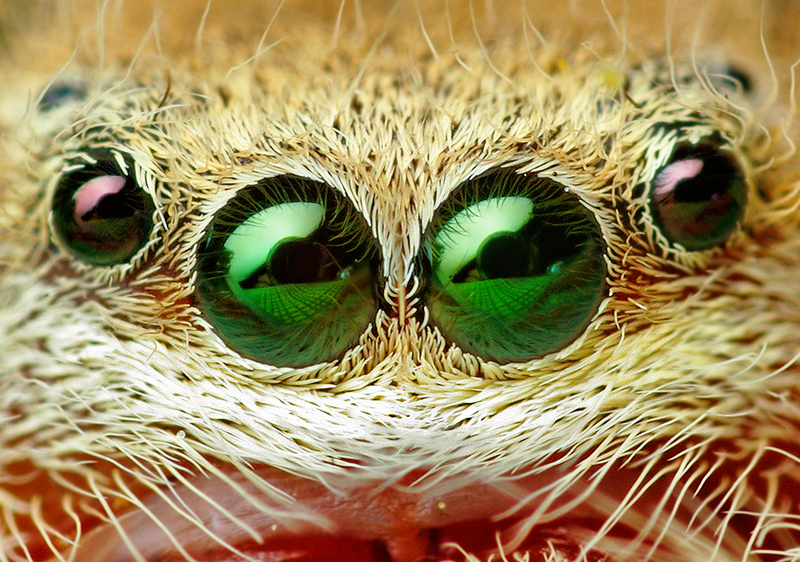
Ögon hos en hoppspindel.

Alla spindlar har åtta gångben ordnade i fyra benpar som är fästade på undersidan av framkroppen. Benen är ledade. Det finns sju segment på varje ben. I ordning heter dessa: coxa (höft), trochanter (lårring), femur (lår), patella (knä), tibia (skenben), metatarsus (ankel) och tarsus (fot). Det yttersta segmentet, tarsen, är försedd med två eller tre små klor. Hos spindlar med tre klor är två klor vanligen större och en klo, den i mitten, mindre. Hos spindlar med två klor finns ofta en tätare tofs med styvare hår istället för en tredje klo, så kallade kloborst.
Ögonen är placerade på ovansidan av främre framkroppen, över käkarna. Antalet ögon varierar mellan olika grupper. Många spindlar har åtta ögon men en del har bara sex ögon. Det finns också några som har ännu färre ögon eller som saknar ögon helt. Ögonen är oftast arrangerade i två rader, hos spindlar med åtta ögon då med fyra ögon per rad. Det är inte alltid ögonraderna är raka, utan de kan vara böjda så att det ser ut som om det är fler än två rader. Utöver i rader grupperas spindlarnas ögon i par. En spindel med åtta ögon har fyra ögonpar. De två ögonen mitt i raden kallas mittögon och de två yttersta ögonen i raden kallas sidoögon. Storleken på ögonparen kan vara olika. Aktivt jagande spindlar har ofta två ögon som är större än de andra. Till uppbyggnaden är ögonen hos spindlar så kallade enkla ögon, det vill säga varje öga är en enhet och har en lins och är inte sammansatt av flera mindre delar som komplexa ögon (fasettögon) är. Synen är hos de flesta spindlar dålig. Bäst syn har hoppspindlar.
Chelicererna, eller käkarna, bär i spetsen kloliknade gaddar. Genom dessa går kanaler som hos de flesta spindlar är förbundna med giftkörtlar. Käkarna används så att spindeln hugger bytet och förgiftar det så att det försvagas och blir lätt för spindeln att hantera. Bytet kan därefter viras in i silke. Spindlar kan bara äta flytande föda och förtär sitt byte genom att suga ut det, efter att de enzymer som överförs vid bettet eller genom utsöndrade matsmältningssafter har löst upp bytets inre. Käkarna används alltså inte för att tugga med, även om spindlar med starka käkar kan använda käkarna för att krossa och mosa bytet. Sättet käkarna rör sig på är olika beroende på vilken grupp en spindel tillhör. Spindlar som tillhör Araneomorphae har käkar som rör sig i sidled och klämmer bytet mellan käkarna medan spindlar som tillhör Mygalomorphae och Liphistiomorpha har käkar som slår nedåt mot bytet.
Vid sidan om käkarna har alla spindlar känsliga utskott som kallas pedipalper. Hos spindelhanar har pedipalperna en särskilt viktig funktion eftersom det är med dem hanen överför sperma till honan.
Spinnvårtorna sitter bak på bakkroppen och är förbundna med silkeskörtlar som finns inne i bakkroppen. Antalet spinnvårtor är oftast sex stycken, ordnade i tre par. Hos vissa spindlar finns framför spinnvårtorna ett särskilt spinnorgan kallat cribellum, som ser ut som en platta. Cribellum är täckt med mycket små utskott och gör att spindeln kan spinna krusiga silkestrådar. Silkestråden har många olika användningsområden, exempelvis till fångstnät, ankartrådar, signaltrådar, parningstrådar, äggsäckar, spermanät, vårdnät, för passiv spridning och för att fodra bohålor och paketera byten.
Kroppen inklusive benen är mer eller mindre tätt behårad. På benen finns ofta mer eller mindre styva och längre känselhår som är extra känsliga. Vissa spindelarter, som tarantlar, har kroppen täckt av hår som verkar starkt irriterande på rovdjur. Håren lossnar lätt och vissa arter har en försvarsstrategi som består i att de snabbt borstar av sig håren för att skapa ett stickande moln mellan sig och det hotande rovdjuret.
Storleken på spindlar kan mätas på två vis, dels kroppslängd som är längden från käkarna till bakkroppens spets och dels benspann som mäts från bakbenets tars till frambenets tars. Honorna är oftast större än hanarna. Nu levande spindlar varierar i storlek från en kroppslängd på mindre än en millimeter för de minsta arterna upp till nio centimeter hos den stora goliatspindeln. Goliatspindeln har ett benspann på över 25 centimeter. En annan stor spindel om man mäter benspann är jättekrabbspindeln Heteropoda maxima som kan nå 30 centimeter. Kroppslängden för H. maxima är 46 millimeter. Till de allra minsta spindlarna hör arten Patu digua från Sydamerika vars hanar har en kroppslängd på 0,37 millimeter.

### Inre organ

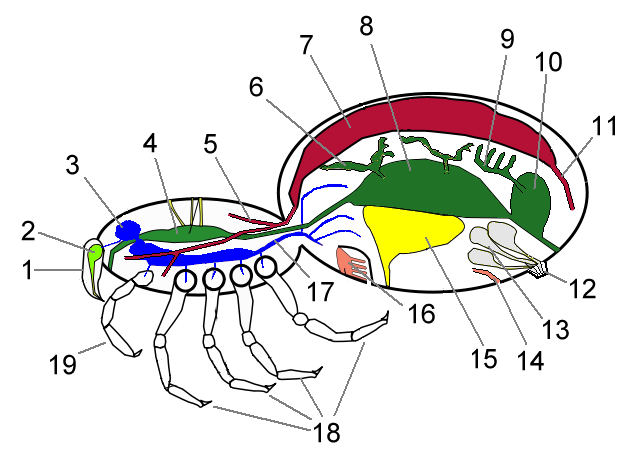
Bild som visar viktiga inre organ hos en spindel:
Färgindikation
Röd - cirkulationssystem
Blå - nervsystem
Grön - matsmältningssystem
Rosa - andningssystem
Gul - fortplantningssystem
Nummerförklaring
1 - chelicerer
2 - giftkörtel
3 - hjärna
4 - främre "mage", framtarm
5 - främre förgrening i blodcirkulationssystemet
6 - tarmförgrening i matsmältningssystemet
7 - hjärta
8 - bakre "mage", mittarm
9 - malpighiska kärl
10 - baktarm, ändtarm
11 - bakre förgrening i blodcirkulationssystemet
12 - spinnvårtor
13 - silkeskörtlar
14 - trakéöppning
15 - äggstock (honor)
16 - boklunga
17 - nerv
18 - ben
19 - pedipalp

Spindlar har ett öppet cirkulationssystem, blodet cirkulerar, men inte genom något bestämt blodomlopp. Cirkulationen hålls igång av ett hjärta beläget i bakkroppen. Hjärtat är långsträckt och en åderliknande förgrening går genom midjan och in i framkroppen. Nervsystemet med hjärna och ganglier är beläget i cephalothorax.
För andning har spindlar andningsorgan som kallas boklungor och eller ett trakésystem. Beroende på grupp finns ett eller två par boklungor. Spindlar i grupperna Mygalomorphae och Liphistiomorpha har två par boklungor, medan spindlar som tillhör gruppen Araneomorphae vanligen bara har ett par boklungor.
Boklungorna är belägna i bakkroppens främre nedre del och består av ett hålrum med bladliknade överlappande lameller med små luftfyllda gångar med öppningar på undersidan av bakkroppen. Luften som kommer in i boklungan cirkulerar i gångarna och syresätter blodet i lamellerna. En nackdel med boklungor är större känslighet för uttorkning och mindre effektiv syresättning jämfört med ett trakésystem. Det antas vara anledningen till att de mer avancerade och aktiva spindlar genom evolutionen ersatts ett par boklungor med trakésystem. Hos några små spindlar har boklungorna helt ersatts av trakésystem.
Hos de flesta spindlar finns giftkörtlar, undantaget spindlar i familjen Uloboridae som saknar giftkörtlar. Hos ledspindlar (Liphistiomorpha eller Mesothelae) beskrevs förekomsten av små giftkörtlar av Bristowe och Millot 1933. Enligt en studie av Haupt från 2003 finns dock inga giftkörtlar hos ledspindlar. Det har delvis ifrågasatts av andra som menar att det finns små giftkörtlar, men att det möjligen kan saknas hos hanar. Spindlarna i familjen Holarchaeidae (två arter) anses inte giftiga, men inte mycket är känt om deras biologi.
Matspjälkningen sker både invärtes och utvärtes. Spindlar injicerar vid bettet nedbrytande enzymer eller utsöndrar matsmältningssafter för lösa upp bytets inre till en soppliknande konsistens. Byten sugs därefter ut med hjälp av en magliknande utvidgning av framtarmen i framkroppen som fungerar likt en pump. Därefter går födan vidare i matsmältningskanalen till mittarmen och tarmutvidgningarna och tarmförgreningarna i bakkroppen, där näring absorberas. Sist kommer baktarm och ändtarm med anus. Spindelns malpighiska kärl som fungerar som njurar finns i bakkroppen. I bakkroppen finns också könsorganen och silkeskörtlarna. Könsöppningen finns på undersidan av bakkroppens främre del.

## Ekologi
Spindlar kan hittas över nästan hela världen i många olika landmiljöer, från tropiska och tempererade skogar till gräsmarker, öknar och bergsområden. Det finns även en spindel som lever i vattenmiljö, vattenspindeln. Några andra arter kan dyka under vatten, men lever annars på land. De enda landmiljöer som spindlar inte finns i är de allra kallaste och ständigt istäckta områdena. Variationen i levnadssätt är också stor. De flesta spindlar har ett ensamlevande levnadssätt, men det finns några sociala spindlar som bildar större kolonier. Strategierna för att fånga byten, undgå predatorer och lyckas med fortplantningen är ibland mycket specialiserade.

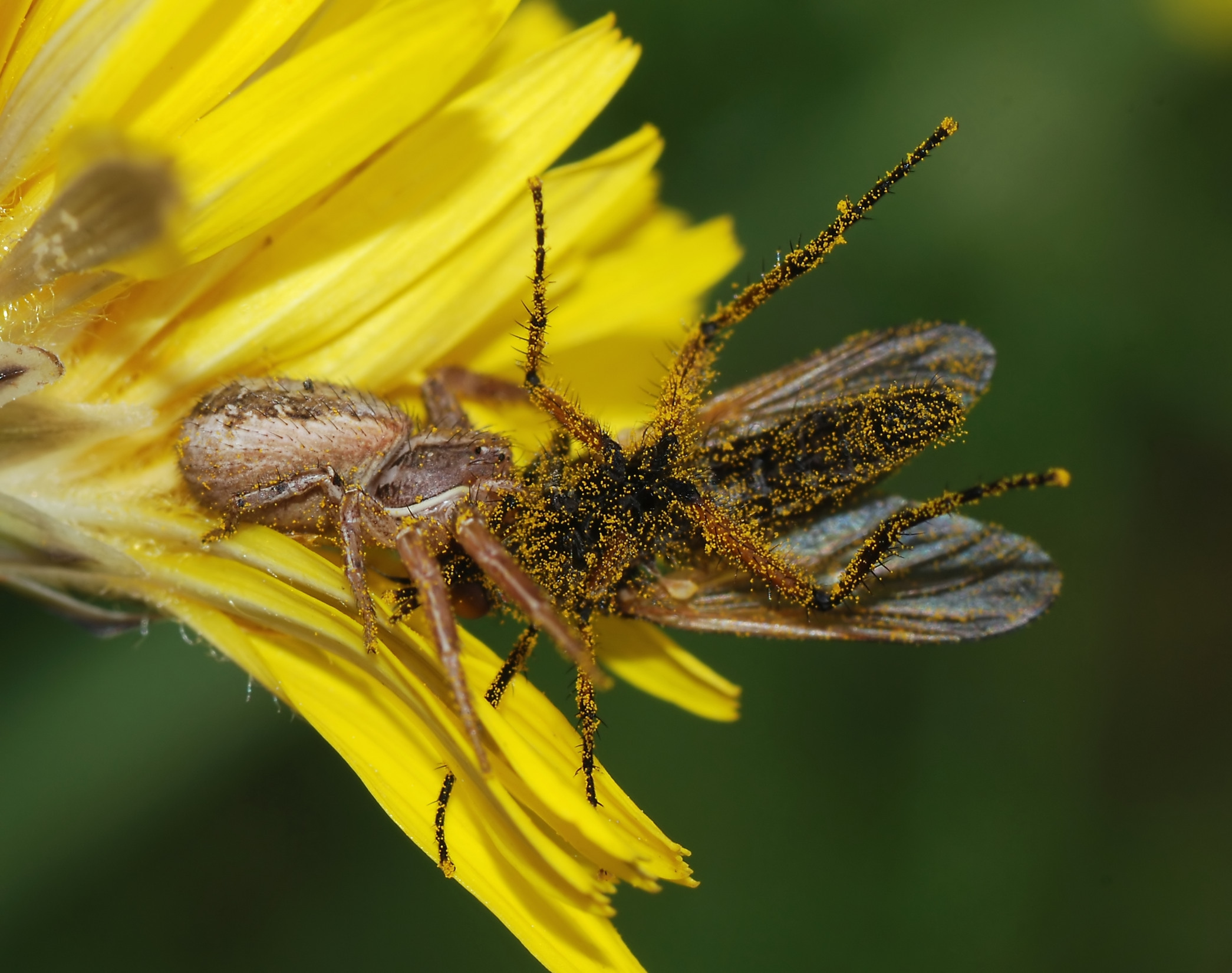
En krabbspindel som fångat en fluga.

### Föda och metod för bytesfångst
Med undantag av en art, Bagheera kiplingi, är alla kända spindelarter rovlevande. Arten Bagheera kiplingi är unik så till vida att större delen av dess diet består av saften från de näringsrika beltska kropparna hos Akaciasläktet.
Det stora flertalet spindlar livnär sig i huvudsak på insekter. Större spindelarter, som de kraftiga fågelspindlarna kan även i vissa fall fånga småfåglar, mindre kräldjur och små gnagare. Det finns många olika varianter på hur spindlar fångar sitt byte. Vissa spindlar spinner fångstnät att fånga byten i, andra jagar efter byten, eller lägger sig i bakhåll. Därtill finns spindlar som har utvecklat en rad andra specialiserade beteenden för att fånga byten som exempelvis innefattar olika former av mimikry, att stjäla, spotta klibbiga loskor och att fiska.

#### Jakt

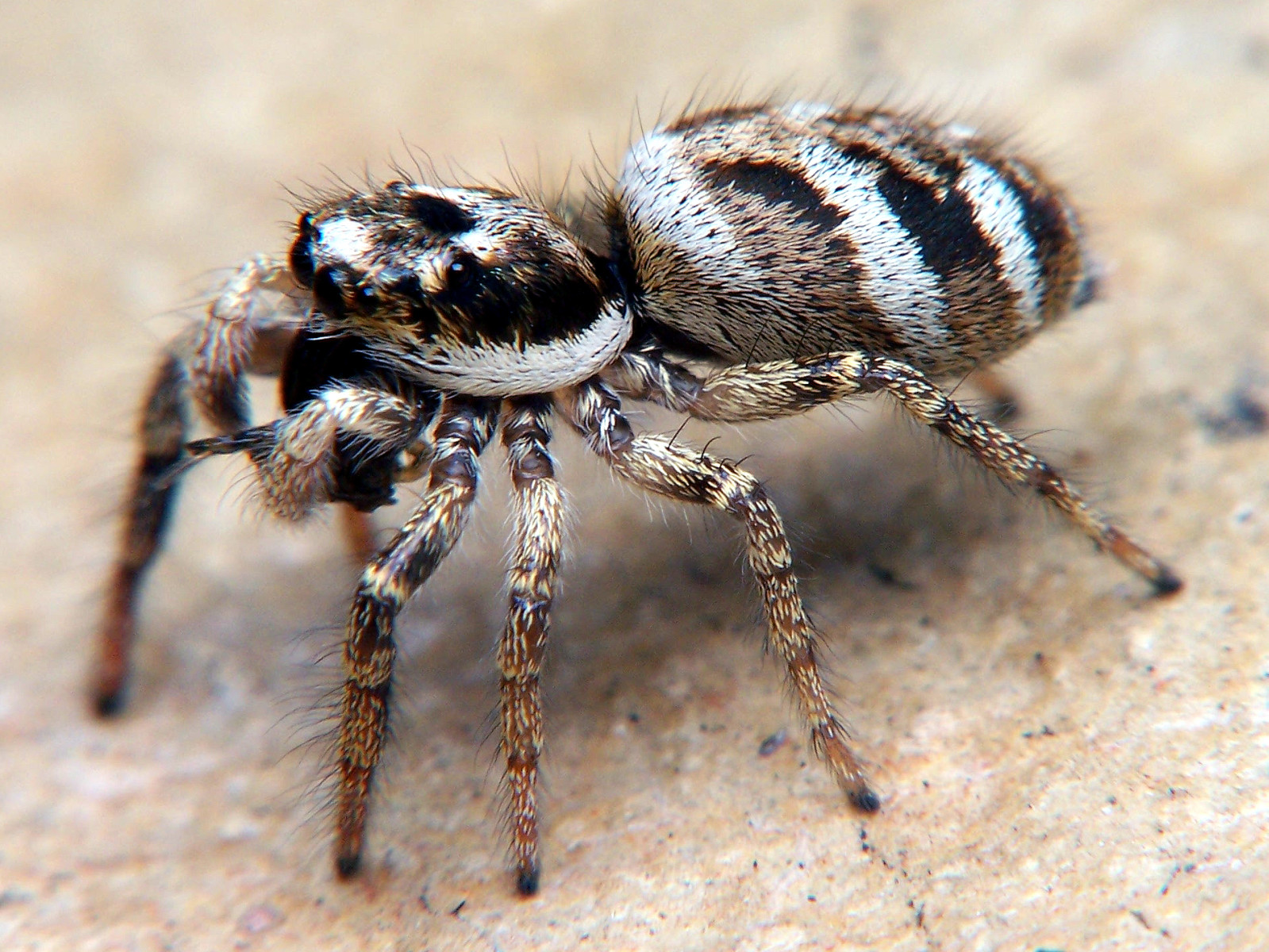
En sebraspindel, tillhör hoppspindlarna.

Spindlar som jagar sina byten gör det oftast antingen genom att vandra omkring och söka efter byten eller genom att överraska bytet ur ett bakhåll. När en spindel som vandrar omkring och letar efter byte har upptäckt ett byte finns det beroende på grupp och art olika strategier för att fånga bytet. En del spindlar, bland annat flera vargspindlar, som jagar på marken springer ikapp och kastar sig över bytet. Hoppspindlar smyger sig fram och hoppar på bytet när de kommit tillräckligt nära. Spindlar som ligger i bakhåll kan lita på att deras kamouflage gör att de inte upptäcks av bytet förrän bytet är så nära att det kan fångas, som krabbspindlar vilka ofta ligger i bakhåll i blommor för att fånga insekter som lockas till dessa. Andra spindlar ligger i bakhåll i hålor och rusar fram när ett byte kommer nära. Spottspindlar har speciell jaktteknik som består i att de spottar klippiga loskor över bytet som då fastnar mot underlaget så att spottspindeln kan gå fram och hugga bytet. I släktet Argyrodes finns arter som är kända som kleptoparasiter då de stjäl byten ur andra spindlars nät. Kaparspindlar har en speciell diet, de livnär sig främst på andra spindlar som oftast fångas genom att kaparespindeln söker upp en annan spindels nät och rycker i trådarna på ett sätt som imiterar rörelserna av en fångad insekt eller en potentiell partner, vilket lockar fram spindeln som byggt nätet som då blir uppäten. I släktet Myrmecium förekommer spindlar som efterliknar myror så skickligt att de kan ta sig in i myrbon och äta larver och puppor. Vattenspindeln jagar smådjur i vattnet och konstruerar en dykarklocka av silkestråd där den kan hämta luft. Vissa spindlar i våtmarker kan utnyttja ytspänningen för att jaga insekter på vattenytor och försöka locka till sig småfisk genom att doppa ett ben i vattnet.

#### Fångstnät

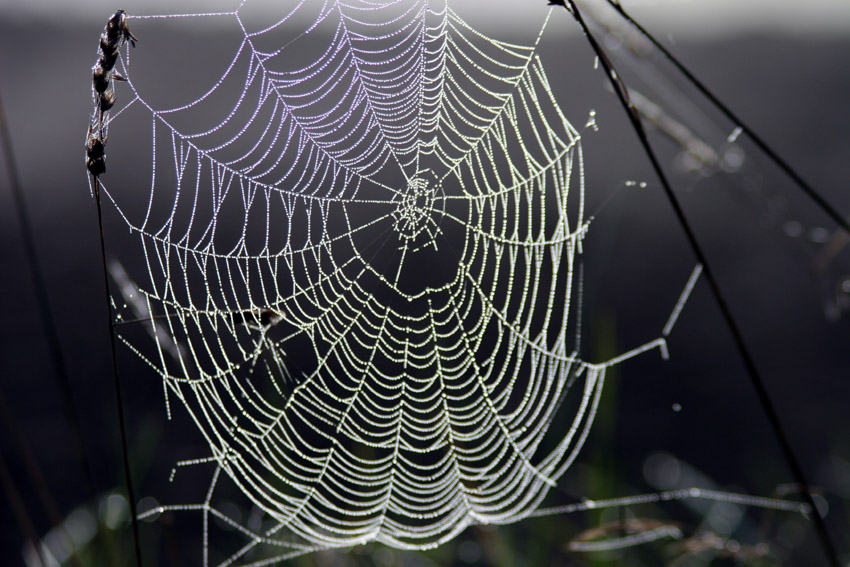
Dagg på ett spindelnät, ett hjulnät.

Nätbyggande spindlar finns i flera olika spindelfamiljer. Den typ av fångstnät, som en spindel bygger, är ofta karaktäristisk för familjen. Bland de mest välkända spindelnäten är kanske hjulnätet som byggs av hjulspindlar och flera andra familjer. Hjulnät är mer eller mindre cirkulära med radiella trådar som likt ekrarna i ett hjul går in mot nätets mitt, som kan liknas vid ett nav. Korsande fångsttrådar går i varv över de radiella trådarna från mitten och utåt. 
Spindlarna kan sitta i mitten av nätet och vänta på att ett byte ska fastna, eller ha ett litet bo i utkanten av nätet, med en enstaka tråd som löper in och förmedlar vibrationer från eventuella sprattlande byten. Spindlar har en god förmåga att urskilja vibrationer från insekter från vibrationer med andra orsaker. När rätt vibrationer detekterats rusar spindeln ut till bytet och injicerar gift i bytet genom ett bett med käkarna.
Vissa spindlar, till exempel sektorspindlar, spinner hjulnät som inte är helt fullständiga. En annan vanlig typ av fångstnät är mattnätet, som vävs av bland annat mattvävarspindlar. Mattnäten är närmast horisontella och utbredda med finmaskig struktur. Andra sorters fångstnät är till exempel trattnät (trattliknade form), trekantnät (trekantig form) och kupolnät (kupolliknande struktur). Dessutom förekommer olika oregelbundna nät.
Några arter letar upp en plats, där tre plana ytor möts och bildar ett hörn. Sedan spinns ett tresidigt lock över hörnet, så att det där bakom bildas en håla.
Några spindlar använder kastnät, som kastas över bytet för att snärja det.
En ovanlig teknik för bytesfångst har bolaspindlarna, de sitter på en gren och spinner en enkel tråd med klibbiga droppar i änden som de sedan svingar runt i luften tills de träffar en flygande insekt.
Spindlar fastnar i allmänhet inte i sina egna nät, men de är inte immuna mot klistret. Endast vissa trådar i näten är klibbiga, och spindlarna är försiktiga med att röra bara vid rätt trådar.

### Fortplantning
Fortplantningen hos spindlar sker genom inre befruktning. Hannarna använder sina modifierade pedipalper som parningsorgan och bärare för sädesvätskan, en anpassning till följd av att deras spermaproducerande inre könsorgan inte har någon direkt koppling till ett yttre kopulationsorgan som kan överföra sperman. Innan parningen måste hanen alltså överföra sperma från könsöppningen på bakkroppen till pedipalperna. Det sker genom att hanen spinner ett särskilt litet nät som kallas för spermanät vilket han sedan fyller med sperma. Detta nät förs sedan till pedipalperna som suger upp sperman från nätet. Sperman lagras i en blåsa. Under parningen för hanen in pedipalperna i honans könsöppning och blåsan kläms då åt så att sperman överförs. Hanarna söker upp honorna och om flera hanar hittar samma hona konkurrerar de om att para sig.

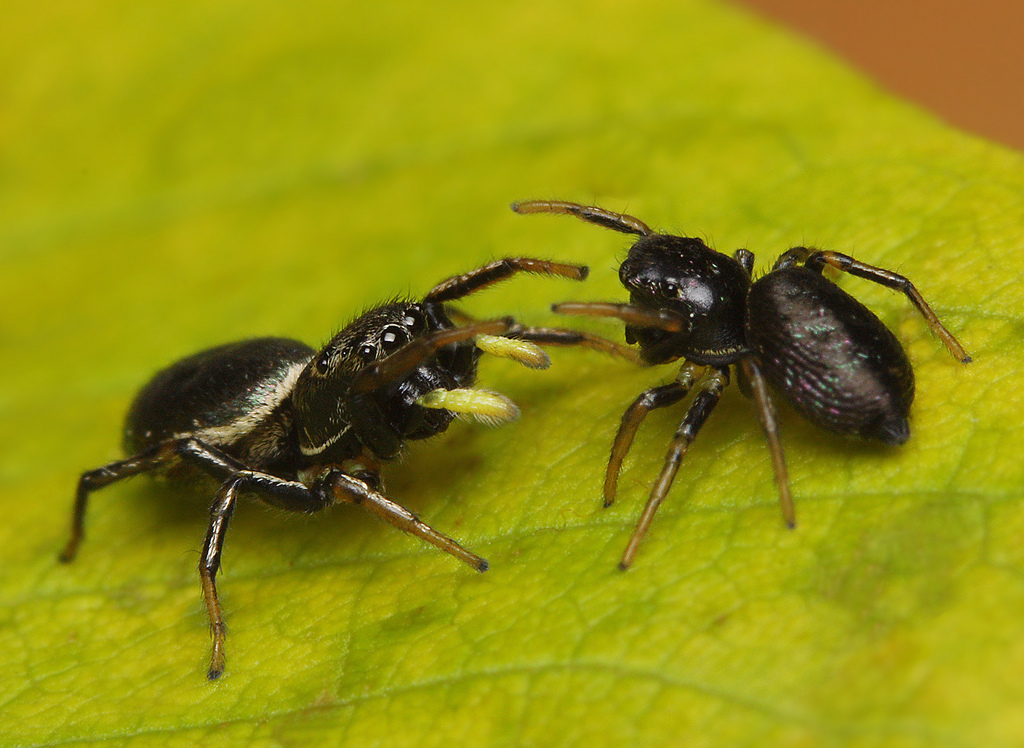
En hoppspindelhane som uppvaktar en hona.

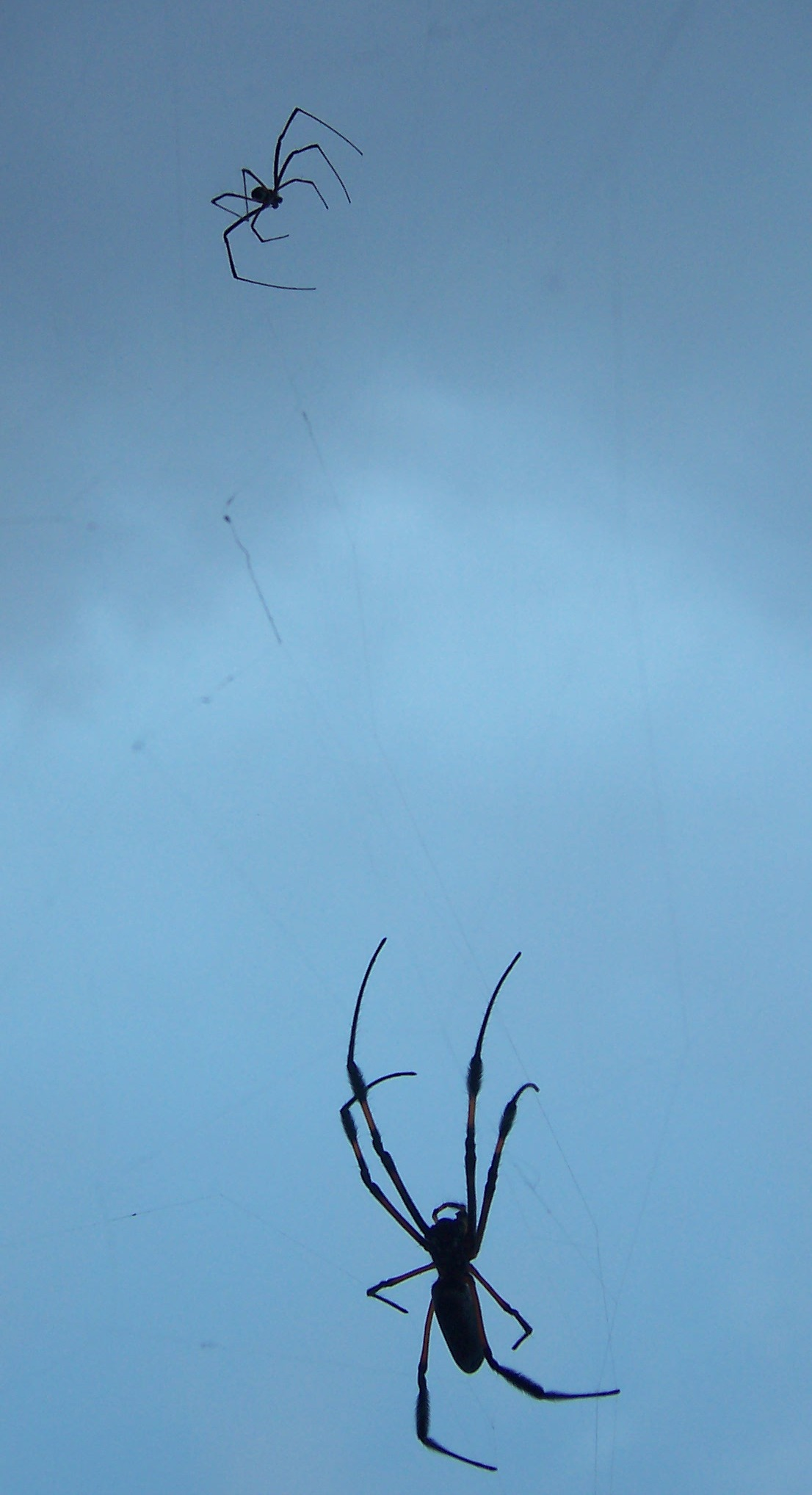
Spindelhonor i släktet Nephila kan vara mycket större än hanen (hona nederst och hane överst).

#### Parning
Parningen hos spindlar föregås av en parningsritual, ibland bara en enklare men ofta både ganska lång och invecklad, för att hanen ska kunna närma sig honan utan att misstas för ett byte och bli uppäten. Honorna är vanligen större än hanarna, ibland betydligt större, och om det blev strid skulle honan troligen få övertaget. Hanar använder därför olika signaler för att honor ska känna igen dem som en partner. Hos nätbyggande spindlar kan hanen signalera vad han är genom vibrationer i honans nät. Vibrationerna som hanen gör är helt olika vibrationerna som en fångad insekt orsakar och känns igen av honan som närvaron av en möjlig partner. Hos spindlar med bättre syn, som hoppspindlar, är ofta visuella signaler genom exempelvis viftande med pedipalper och ben en viktig del i parningsritualen som gör att honan känner igen hanen. Att trumma med pedipalperna är ett annat sätt att signalera. En del hanar, däribland vargspindlar, gnider kroppsdelar som ben eller käkar mot varandra. När hanen har kommit nära honan kan olika typer av beröring förekomma för att hålla henne lugn. Även om hanen framgångsrikt lyckats närma sig honan och para sig med henne händer det att hannen inte överlever parningen, utan blir dödad och uppäten av honan under eller efter parningsakten. Detta fenomen har gett namn åt svarta änkan, men det är en missuppfattning att spindelhonan alltid äter upp hanen. Alla spindelarter har problem med hur hanen och honan ska närma sig varandra, men det är för de flesta arter mindre vanligt att honan faktiskt äter hanen. Risken för att hanen slutar som honans måltid under eller efter parningen är större om honan är hungrig. För att minska denna risk förekommer olika strategier. Ett sätt är att hanen erbjuder honan en gåva i form av ett byte, som exempelvis rovspindeln gör. Hanen kan då para sig ganska säkert medan honan är upptagen med att äta. Vissa spindelhanar använder den lite enklare metoden att helt enkelt vänta till honan fångat ett byte för att sedan snabbt para sig med henne medan hon äter upp det. Hos käkspindlar finns hanar med utskott på käkarna som används för att låsa honans käkar så att hon inte kan hugga. Bland krabbspindlar finns exempel på hanar som binder fast honan med silkestråd. Detta har dock troligen mer en lugnande effekt än som syfte att verkligen hindra honan från att angripa hanen, för honan kommer lätt loss. Några säckspindlar kan kringgå problemet med aggressiva större honor genom att välja ut och vakta en mindre juvenil hona och para sig med henne precis efter att hon ömsat hud och blivit könsmogen.

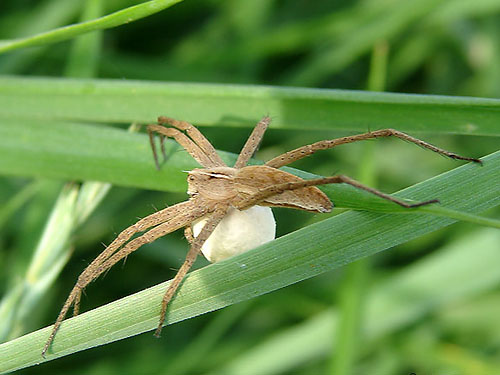
Spindelhona med äggsäck.

#### Ägg och avkomma
Spindlar är äggläggande. Antalet ägg som en hona lägger varierar mellan arterna, från några få ägg upp till över tusen ägg. Äggen läggs i så kallade äggsäckar, små bylten av silke fyllda med ägg. Vissa honor lämnar dessa åt sitt öde, men en del honor som bara gör en äggsäck vaktar äggsäcken i ett gömsle eller hängande i ett vårdnät, eller genom att bära omkring på äggsäcken tills äggen kläcks. Äggsäcken skyddar äggen mot väder och vind och mot rovdjur och parasiter. Utseendet på äggsäcken varierar mellan arterna. 
En del spindelhonor visar omsorg om avkomman även en tid efter att äggen kläcks genom att vakta dem eller bära omkring på de nykläckta ungarna tills de är stora nog att klara sig själva. I sällsynta fall matar till och med honan ungarna genom att antingen erbjuda dem byten hon fångat eller kräkas upp sitt maginnehåll till dem. När ungarna blir lite större skingras de för att undvika kannibalism sinsemellan. Honor som lagt mycket energi på vård av ägg och avkomma kan dö av utmattning när uppfödningen väl är avklarad. Spindelungarna kan då äta upp modern innan de skingras. Hennes död blir därmed en sista investering i avkommans överlevnad genom näringstillskottet det ger ungarna. Spindelungarna är i början mycket små, men annars nästan kopior av de fullvuxna spindlarna. Ungarna växer och ömsar hud till de blir könsmogna och uppnår slutlig storlek.

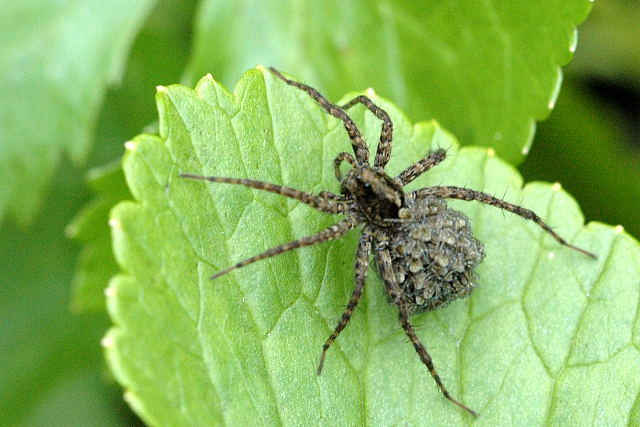
En spindelhona med sina ungar på ryggen.

#### Överlevnad och spridning
Spindlar är rovlevande men är i många fall också själva byten för andra djur. Giftigheten skyddar en del spindlar från rovdjur som har lärt sig undvika dem. De flesta är dock inte tillräckligt giftiga för att avskräcka predatorer av den anledningen. Kamouflage är dessa spindlars viktigaste sätt att undgå predatorer. Färgteckning, mönster och kroppsform får många spindlar att smälta mycket väl in i omgivningen och gör dem svåra att upptäcka. Hotas spindlar kan de inta försvarspositioner som visar att de kan bitas och är beredda att anfalla om de inte lämnas i fred.
Förutom att sprida sig genom att vandra ut i omgivningen förekommer hos unga eller små spindlar av flera arter en spridningsmetod som kallas ballongflykt och som innebär att spindeln spinner en lång silkestråd som kastas upp så att den fångas av vinden varmed spindeln blir luftburen. Tack vare ballongflykten kan spindlar färdas långa sträckor och spridas till nya områden och kolonisera öar. Arter som kan sprida sig på detta vis har därför ofta ett vitt utbredningsområde. Spindlar som inte har ballongflykt, exempelvis för att de är för stora och tunga, har oftare ett mer begränsat utbredningsområde.

## Klassificering
Ordningen Araneae är vanligen indelad i två underordningar och infraordningar där klassificeringen bestäms av strukturen av dess chelicerer, käkarna och antalet boklungor. Fram till december 2011 beskrevs 42 751 arter i ordningen fördelade på 3 859 släkten och 110 familjer.
Spindlar indelas i två underordningar och flera familjer:
- Underordning Ledspindlar (Liphistiomorpha) med en enda familj, Liphistiidae.
- Underordning Opisthothelae med två infraordningar.
  - Infraordning Araneomorphae eller Labidognatha, "äkta" spindlar som har ett par boklungor och har chelicereér med gifttänder som fungerar roterande som låter spindeln att bita, innefattar cirka 95 familjer.
  - Infraordning Mygalomorphae eller Orthognatha, "primitiva" spindlar, med två par boklungor, innefattar 15 familjer.

### Några exempel på spindelfamiljer
Nätbyggare

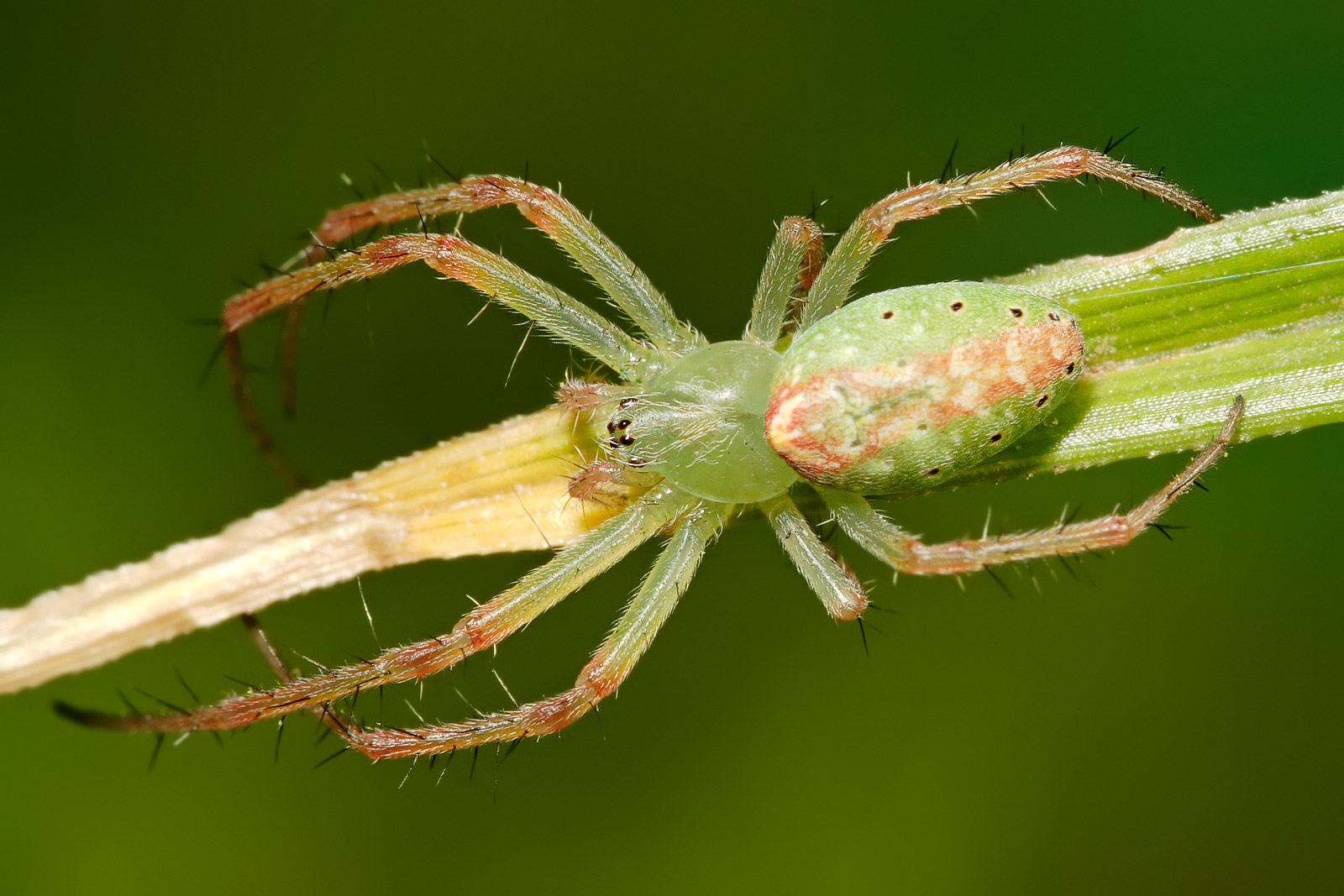
En grön hjulspindel.

- Familj: Hjulspindlar (Araneidae) kallas ibland Argiopidae. Bygger hjulnät.
- Familj: Klotspindlar (Theridiidae) stor familj, som bland annat inkluderar den kända svarta änkan. Några arter bygger inte nät.
- Familj: Trattspindlar (Agelenidae) bygger trattformiga nät. Många arter lever i grottor och trivs därför utmärkt i torra inomhusmiljöer.
- Familj: Grottspindlar (Pholcidae) kommer ursprungligen också från grottor men påträffas oftare i källarförråd och trapphus.
- Familj: Mattvävarspindlar (Linyphiidae) bygger horisontella nät i vegetationen eller direkt på marken.

Aktiva jägare som inte bygger nät
- Familj: Lospindlar (Oxyopidae) jagar byten bland bladen i träd och buskar.
- Familj: Vargspindlar (Lycosidae) spindlar som jagar byten på marken.
- Familj: Vandringsspindlar (Ctenidae) jagar på marken eller i lägre vegetation.
- Familj: Hoppspindlar (Salticidae) dagaktiva spindlar med en utmärkt syn.

Passiva jägare som inte bygger nät
- Familj: Krabbspindlar (Thomisiidae) inväntar byten på strategiskt valda platser.

"Primitiva" spindlar
- Familj: Fågelspindlar (Theraphosidae)
- Familj: Minörspindlar (Ctenizidae)
- Familj: Trattminörspindlar (Hexathelidae)

Se även tabell över spindelfamiljer.

## Spindlar och människor
Spindlar har fascinerat människor länge och förekommer i myter och legender i många delar av världen. Ofta har de setts på med fruktan men också med vördnad. I grekisk mytologi förekommer berättelsen om Arachne som förvandlas till en spindel. Föreställningar om spindlar inom folktro och skrock är flera. Ett exempel är att det brukar sägas betyda otur att döda en spindel.
Spindlar skapar ofta en viss rädsla hos människor. De allra flesta spindlar är dock helt ofarliga för människor. Av över 42 000 kända spindelarterna är det endast ungefär 200 arter som har ett gift starkt nog för att skapa hälsoproblem för människor.
Olika folkgrupper i Indien har en mytologi att en spindel skapade världen. På Bali är fågelspindlar heliga och deras bon får en skyddande staket samt palmvin. I Kamerun kommunicerar schamaner med en påtänkt spindel för att få hemliga uppgifter. I den judiska mytologin finns en berättelse att kung David blev gömd för kung Saul när en spindel vävde ett nät vid ingången av en grotta.

### Spindlar inom väderprognosen
I Schweiz finns olika talspråk som sammanlänkar spindlarnas aktivitet med väderutvecklingar. Spindlar har bra förmåga att känna igen lufttrycksförändringar.

### Arachnofobi
En viss rädsla för spindlar är normalt, men stark rädsla för spindlar kallas arachnofobi. Det är en av de vanligare djurfobierna och det finns diskussioner kring i vilken grad rädslan är inlärd eller medfödd. Arachnofobi blir ett problem om rädslan är så stark att den inte motsvarar det verkliga hotet (vilket oftast är litet) och börjar leda till begränsningar för personen eller tar fokus från annat i livet. Arachnofobi behandlas med terapi.

### Husdjur

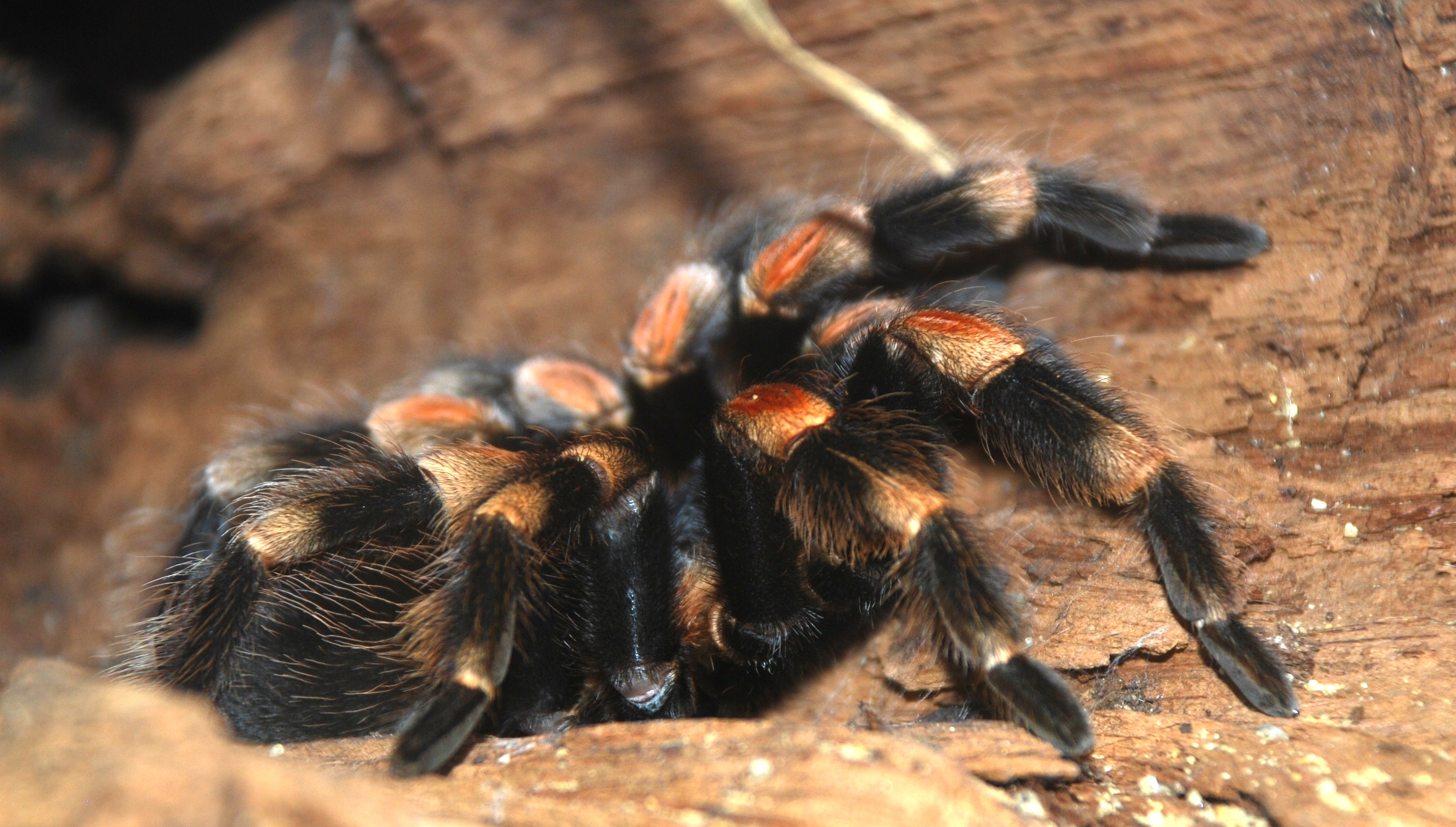
Rödknäad fågelspindel hör till de spindlar som hålls som husdjur.

Vissa människor håller olika arter av fågelspindlar som husdjur i terrarium.

### Bygdemål
Källa:
| Namn       | Trakt                                            | Anteckning                                                                            |
| ---------- | ------------------------------------------------ | ------------------------------------------------------------------------------------- |
| Etterkoppa | Skåne                                            | Används om stora spindlar. Ordet har tydlig släktskap med danska edderkopp = spindel. |
| Kuppdjörg  | Skåne                                            | Spindel med äggpåse.                                                                  |
| Kangero    | Härjedalen, Västerbotten                         | [ 13 ]                                                                                |
| Kangerot   | Norrbotten (Piteåtrakten)                        |                                                                                       |
| Kangerovel | Västerbotten                                     |                                                                                       |
| Kangerövel | Härjedalen, Västerbotten                         |                                                                                       |
| Kranghövel | Västerbotten (Skellefteåtrakten)                 |                                                                                       |
| Kångero    | Medelpad                                         |                                                                                       |
| Kångerövel | Västerbotten                                     |                                                                                       |
| Kångro     | Härjedalen, Jämtland, Medelpad (Njurundatrakten) |                                                                                       |
| Kängro     | Norrbotten (Överkalix)                           |                                                                                       |

Etymologi
Dessa spindelbenämningar, som alla hör till norrländska bygder, är lånord från finska, med diverse förvrängningar. Finska ordrötter är:
- Kanguri, kankuri = vävare; i detta fall den som väver ett spindelnät. Kommer av:
- Kangas = väv

Jämför:
- isländska könguló
- norska kingel, kångle, kånglo, kångro [11]
- medelhögtyska kanker [11]
- nysachsiska Kankelbein (långbent), Phalangium opilio [11]